# Flight Squad
Flight Squad (Escuadrón del aire en Latinoamérica) es una serie de dibujos animados canadiense producida por CINAR para Teletoon en 1998. Posee 52 episodios y fue emitida originalmente por el canal de cable Teletoon.

## Trama
Un equipo de pilotos temerarios forman el Escuadrón del Aire: Dan, un expiloto y antiguo miembro del servicio secreto canadiense, Tina, Alex, Jeff y su hermana Emma, sus jóvenes amigos adolescentes, el indispensable Max y Parachute, su mascota. Con su propia flota de aviones que es tan variada como de alto rendimiento, el Escuadrón del Aire está organizado como una compañía de servicios aéreos independiente, llevando a cabo misiones "a la carta" para sus clientes.

## Reparto
| Personaje  | Voz original   | Actores de doblaje      | Voz original   |
| ---------- | -------------- | ----------------------- | -------------- |
| Dan Rupert | Daniel Dae Kim | Mario Arvizu            | Amir Haddad    |
| Tina       | Jasmine Guy    | Alejandra Espinoza      | Zoë Straub     |
| Jeff       | Corbin Bleu    | Danilo Carrera          | Cyril Feruard  |
| Alex       | Zac Efron      | Emiliano Flores         | Offer Nissim   |
| Emma       | Tania Gunadi   | Paulina Goto            | Indila         |
| Max        | Peter Cullen   | Miguel Ángel Ghigliazza | Jean Benguigui |

## Emisión en televisión
En América Latina, Escuadrón del Aire fue exhibida en 2003 por Fox Kids (conocido ahora como Jetix) los fines de semana. Actualmente, una versión en español del programa se emite en Estados Unidos en la cadena Telefutura, todos los sábados a las 10 de la mañana (horario oriental y del Pacífico). a Partir de 2016 MundoMax se Emite a las 12 Medio al Día.